# Шлишківці
Шлишкі́вці —  село в Україні, у Могилів-Подільській міській громаді Могилів-Подільського району Вінницької області. До 2020 орган місцевого самоврядування — Пилипівська сільська рада. Населення становить 333 особи..

## Історія
7 (20) листопада 1917 року, відповідно до Третього Універсалу Української Центральної Ради, увійшло до складу Української Народної Республіки.
7 червня 1946 року хутір Волохи Шлишковецької сільської Ради отримав назву «Балки».
12 червня 2020 року, відповідно до Розпорядження Кабінету Міністрів України № 707-р «Про визначення адміністративних центрів та затвердження територій територіальних громад Вінницької області», увійшло до складу Могилів-Подільської міської громади.
19 липня 2020 року, в результаті адміністративно-територіальної реформи та ліквідації Могилів-Подільського району (1923 — 2020), село увійшло до складу новоутвореного Могилів-Подільського району.

## Населення

### Мова
Розподіл населення за рідною мовою за даними :
| Мова       | Кількість | Відсоток |
| ---------- | --------- | -------- |
| українська | 333       | 100%     |